# Chnum
| C4 |

| C4 |

| C5 |

| C5 |

| W9 | G43 |

| W9 | G43 |

| N37 · N35 · N26 | C5 |

| N37 · N35 · N26 | C5 |

| W9 | G43 | A40 |

| W9 | G43 | A40 |

| W9 | G43 | C4 |

| W9 | G43 | C4 |

Chnum (ägyptologische Aussprache: Chenemu) ist ein altägyptischer Gott, der seit dem Alten Reich belegt ist. Die ihm in der ägyptischen Mythologie zugedachte Rolle als Neb-Qebehu („Herr von Qebehu“) nahm Chnum insbesondere erst seit dem Neuen Reich ein, obwohl seine frühesten Belege in Verbindung mit Elephantine bereits im Alten Reich bezeugt sind. Dort trat er zunächst nicht als Schöpfungsgottheit, sondern als „Helfer der Sopdet und der Satis“ in Erscheinung.
Im Verlauf des Mittleren Reiches wird bezüglich der Nilflut ein eigener Kult des Chnum erkennbar, da er seit dem Neubau des Satis-Tempels dort nicht mehr in seiner früheren Funktion erwähnt wurde. Erst in der 19. Dynastie des Neuen Reiches übernahm Chnum den Titel Neb-Abu („Herr von Elephantine“). Zuvor trug allein die Göttin Satis die Bezeichnung „Herrin von Elephantine“.

## Lesung und Aussprache des Namens
Die Lesung und Aussprache Chnum basiert auf dem Griechischen. Das griechische Chnum ist seinerseits eine direkte Entlehnung aus dem Spätägyptischen bzw. Koptisch-Demotischen. Die ägyptologische Aussprache, die sich an der Transliteration des Klassisch-Ägyptischen orientiert (ẖnmw), ist „Chenemu“. Die altägyptische Aussprache von ẖnmw war chana:mau, welches im Laufe der Jahrtausende zu koptischem chnu:m wurde, wovon über das Griechische auch der heutig gängige deutsche Name des Gottes stammt. Der Gottesname, der ursprünglich das Wort für ein männliches Schaf (Widder) darstellte, hat denselben etymologischen Ursprung wie das arabische Wort ghanam (geschrieben غنم) „Schaf“.

## Darstellung
In früheren Zeiten ausschließlich tiergestaltig, wurde er seit etwa 2400 v. Chr. als widderköpfiger Gott in Menschengestalt dargestellt.

## Bedeutung und Kultorte
Chnum war vor allem ein Schöpfergott, der auf der Töpferscheibe sowohl Götter und Menschen als auch Tiere und Pflanzen erschuf und mithilfe eines Zauberstabes zum Leben erwecken konnte. Als Fruchtbarkeitsgott und Gatte der Heket war er Herr über Zeugung und Geburt.
Chnum galt insbesondere seit dem Neuen Reich als Schutzgott von Elephantine und des Gebietes um den 1. Katarakt, weswegen sein späterer gebräuchlichster Beiname „Herr des Kataraktes“ (Neb-Qebehu) lautete. Hier bildete er mit Satis und der gemeinsamen Tochter Anukis seit dem Neuen Reich die Triade von Elephantine. In Esna hingegen bestand die Triade aus Chnum, Menhit und dem Sohn Heka. Während der ersten Zwischenzeit (8. Dynastie) verschmolz er durch den allgemeinen Sonnenkult mit dem Sonnengott Re zu Chnum-Re, erstmals belegt im Tempel von Debod.
Chnum wurde an vielen Orten in Oberägypten und Nubien, seltener in Unterägypten verehrt. Zu den wichtigsten Kultzentren zählen: Elephantine, Bigge bei Philae, Esna und Hut-wer. Andere Kultzentren des Gottes lagen in Schas-hotep (Rifeh), Herwer (Chnum, „Herr von Herwer“), im 16. oberägyptischen Gau und bei Tarchan im ersten unterägyptischen Gau.